# Lies tredje sats
Inom matematiken är Lies tredje sats en sats som säger att en ändligdimensionell Liealgebra g över de reella talen är associerad till en Liegrupp G. Satsen är uppkallad efter matematikern Sophus Lie.